# کاترین دومار
 کاترین دومار (انگلیسی: Katherine Dumar؛ متولد ۲۷ سپتامبر ۱۹۹۳) یک تکواندوکار کلمبیایی است. 
در مسابقات قهرمانی تکواندو جهان ۲۰۱۵، وی پس از شکست در مرحله نیمه نهایی مقابل نور تاتار، مدال برنز را در کلاس سبک‌وزن بدست آورد.  دستاوردهای او در مسابقات تکواندو پان امریکن، شامل یک مدال طلا در سال ۲۰۱۲، یک مدال نقره در سال ۲۰۱۶ و یک مدال برنز در سال ۲۰۱۴ است. 